# Semibiplano Ellehammer

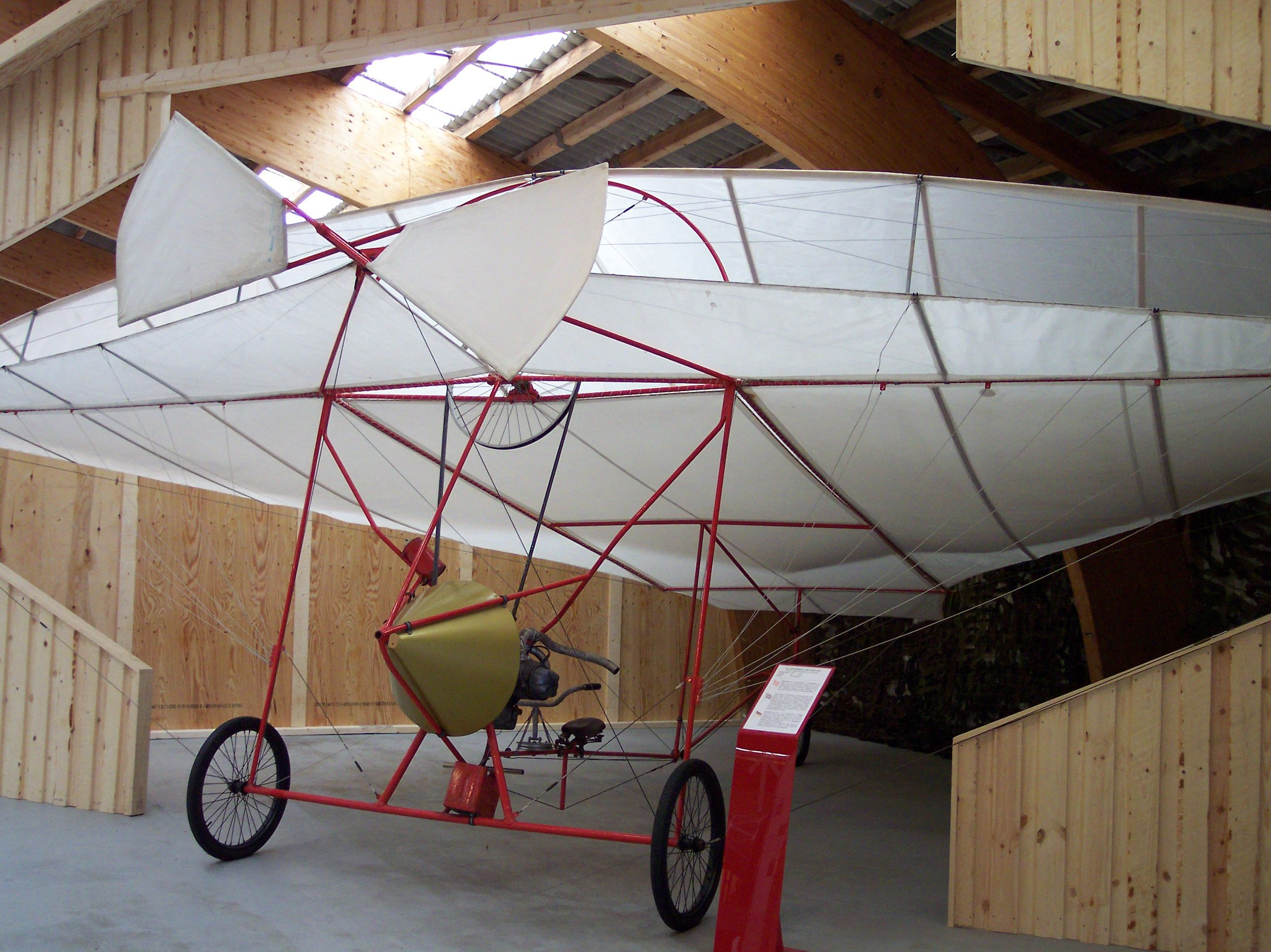
Réplica do Semibiplano Ellehammer
no Danmarks Flymuseum.

O Semibiplano Ellehammer foi uma aeronave pioneira que voou na Dinamarca em 1906.

## O projeto
O Semibiplano Ellehammer foi construído por Jacob Ellehammer, tendo como base o seu monoplano de 1905. Assim como seu antecessor, ele usava duas grandes asas triangulares sobrepostas, e um motor também desenhado por Ellehammer montado em baixo dela. O controle de direção era obtido usando o próprio peso do piloto que se movimentava em pêndulo num banco suspenso.

## Utilização
Com essa aeronave, Ellehammer fez um salto curto na ilha de Lindholm em 16 de agosto de 1906, e um voo sustentado de 42 metros a 50 cm do solo em 12 de setembro. Este não foi um voo livre, pois a aeronave estava presa a um poste no centro da área de teste.

## Sobrevivente
Uma réplica da aeronave foi construída em 1966 por Arvid Ligaard Sørensen usando um motor do Citroën 2CV. Testes com essa réplica demonstraram dificuldades na transmissão da potência do motor para a hélice, e apesar de conseguir taxiar, ela se mostrou incapaz de sair do solo.

## Especificação
Estas são as características do Voisin III (LA):
- Características gerais:
  - Tripulação: um
  - Comprimento: 9,40 m
  - Envergadura: 6,00 m
  - Motor: 1 x Ellehammer, radial de 18 hp.